# Marta Hotus Tuki
Marta Raquel Hotus Tuki (29 de julio de 1969) es una política y administradora pública chilena de origen rapanui, militante del Partido Demócrata Cristiano (PDC). Se desempeñó como gobernadora de la provincia de Isla de Pascua desde el 12 de marzo de 2014 hasta el 9 de septiembre del 2015, cuando fue nombrada por la entonces presidenta de Chile Michelle Bachelet, en la Polinesia en su segundo gobierno. También ha sido electa como concejala en varias ocasiones y es miembro de Honui, el consejo de clanes, en representación de la familia Hotu.

## Historial electoral

### Elecciones municipales de 2008
- Elecciones municipales de 2008, para el cargo de concejal por Isla de Pascua.[3]

| Candidato                 | Pacto                    | Partido | Votos | %     | Resultado |
| ------------------------- | ------------------------ | ------- | ----- | ----- | --------- |
| Ximena Trengrove Vallejos | Concertación Democrática | DC      | 230   | 12,69 | Concejala |
| Julio Araki Tepano        | Alianza                  | UDI     | 178   | 9,82  | Concejal  |
| Alberto Hotus Chávez      | Concertación Progresista | PPD     | 160   | 8,83  | Concejal  |
| Marcelo Pont Hill         | Concertación Progresista | PPD     | 122   | 6,73  | Concejal  |
| Marta Hotus Tuki          | Concertación Democrática | DC      | 118   | 6,51  | Concejala |
| Carlos Mardones Riroroko  | Independiente            | IND     | 103   | 5,68  |           |
| Amelia Olivares San Juan  | Alianza                  | UDI     | 102   | 5,63  | Concejala |

### Elecciones municipales de 2012
- Elecciones municipales de 2012, para el cargo de concejal por Isla de Pascua.[4]

| Candidato                | Pacto                          | Partido | Votos | %     | Resultado |
| ------------------------ | ------------------------------ | ------- | ----- | ----- | --------- |
| Mai Hector Teao Osorio   | Coalición                      | RN      | 143   | 6,05  | Concejal  |
| Alberto Hotus Chávez     | Por un Chile Justo             | PPD     | 107   | 4,53  | Concejal  |
| Marta Hotus Tuki         | Concertación Democrática       | DC      | 118   | 6,51  | Concejala |
| Pedro Tepano Pakarati    | Más humanos                    | ILG     | 170   | 7,19  | Concejal  |
| Carlos Mardones Riroroko | Por un Chile Justo             | PRSD    | 315   | 13,33 | Concejal  |
| Yolanda Lucía Nahoe Pont | Regionalistas e independientes | PRI     | 143   | 6,05  | Concejala |

### Elecciones municipales de 2016
- Elecciones municipales de 2016, para el cargo de concejal por Isla de Pascua.[5]

| Candidato                  | Pacto         | Partido | Votos | Resultado |
| -------------------------- | ------------- | ------- | ----- | --------- |
| Marta Hotus Tuki           | Nueva Mayoría | DC      | 405   | Concejala |
| María del Carmen Icka Paoa | Nueva Mayoría | IND     | 99    | Concejala |
| Julio Araki Tepano         | Chile Vamos   | UDI     | 204   | Concejal  |
| Mai Héctor Teao Osorio     | Chile Vamos   | RN      | 167   | Concejal  |
| Ana Pate Haoa              | Chile Vamos   | RN      | 123   | Concejala |
| Ricardo Espinoza Alvarado  | Nueva Mayoría | PPD     | 346   | Concejal  |

### Elecciones municipales de 2021
- Elecciones municipales de 2021, para el cargo de concejal por Isla de Pascua.[6]

| Candidato                   | Pacto                                       | Partido | Votos | %     | Resultado |
| --------------------------- | ------------------------------------------- | ------- | ----- | ----- | --------- |
| Marta Hotus Tuki            | Unidos por la dignidad                      | PDC     | 385   | 11,88 | Concejala |
| María del Carmen Icka Paoa  | Unidos por la dignidad                      | PDC     | 292   | 9,02  | Concejala |
| Juan Bautista Haoa Hotus    | Chile Vamos                                 | IND     | 173   | 5,34  | Concejal  |
| Mai Héctor Teao Osorio      | Chile Vamos                                 | RN      | 282   | 8,70  | Concejal  |
| Julio Alberto Hotus Salinas | Unidad por el Apruebo PS-PPD-Independientes | PPD     | 386   | 11,91 | Concejal  |
| Ricardo Espinoza Alvarado   | Unidad por el Apruebo PS-PPD-Independientes | PPD     | 238   | 7,34  | Concejal  |